# Миялы (Алматинская область)
Миялы (каз. Миялы) — село в Балхашском районе Алматинской области Казахстана. Административный центр и единственный населённый пункт Миялинского сельского округа. Код КАТО — 193663100.

## Население
В 1999 году население села составляло 1269 человек (651 мужчина и 618 женщин). По данным переписи 2009 года, в селе проживало 1128 человек (581 мужчина и 547 женщин).